# Adolf Loos

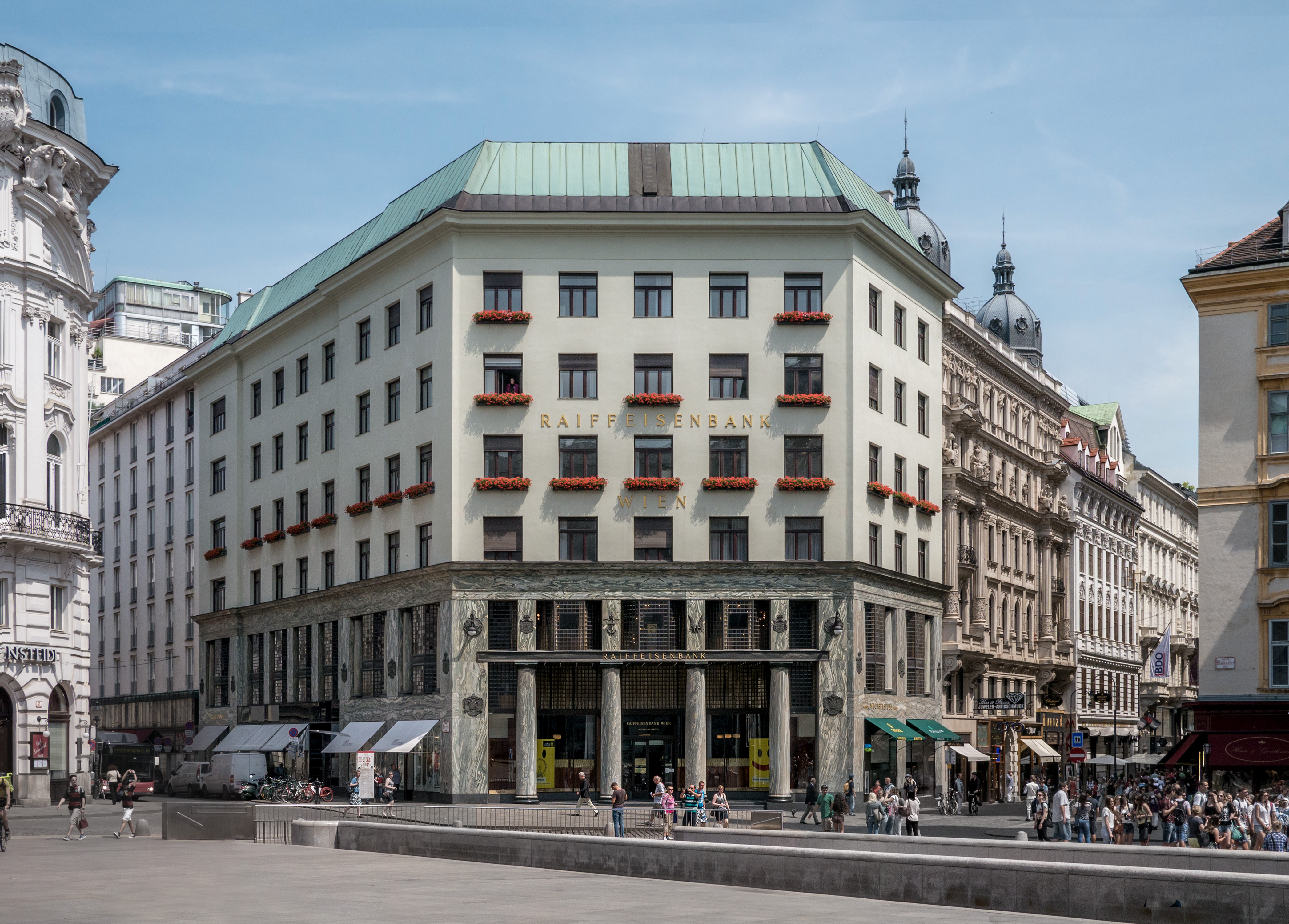
Looshaus w Wiedniu

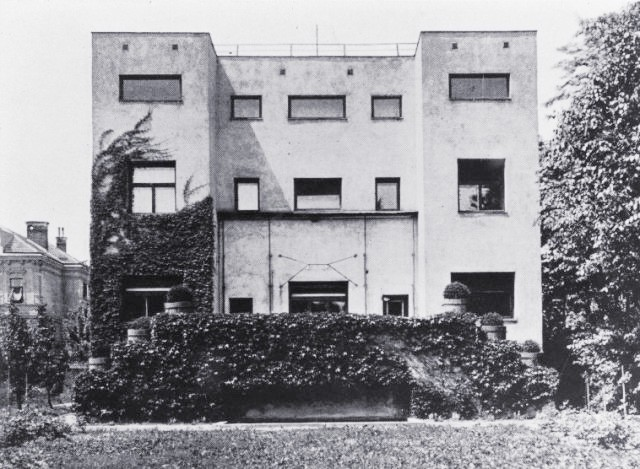
Dom Stainera w Wiedniu

Adolf Franz Karl Viktor Maria Loos (ur. 10 grudnia 1870 w Brnie, zm. 23 sierpnia 1933 w Wiedniu) – austriacki architekt, prekursor modernizmu, teoretyk i publicysta.

## Życiorys
Adolf Loos działał na obszarze dawnych Austro-Węgier oraz w Stanach Zjednoczonych i we Francji. W czasie pobytu w USA w latach 1893–1896 zetknął się z rzeczową, racjonalną architekturą. Po powrocie do Europy cyklem artykułów rozpoczął kampanię przeciwko secesyjnemu zdobnictwu i jego przedstawicielom, do których zaliczał Hoffmanna i Olbricha. W 1908 Loos wydał swoje dzieło Ornament i zbrodnia, w którym dowodził zbędności ornamentu w architekturze.
Loos występował przeciwko malarskiemu traktowaniu architektury i wieszczył secesji rychłe utonięcie w zbędnej ornamentyce. Siła oddziaływania jego projektów polegała na dobrych proporcjach i harmonijnym grupowaniu otworów drzwiowych i okiennych (dom Steinera w Wiedniu – 1910, willa Müllerów w Pradze – 1930).
Do uczniów Loosa zaliczali się Richard Neutra i Rudolf Schindler.
Pochowany na Cmentarzu Centralnym w Wiedniu.

## Główne dzieła
- Looshaus – dom towarowy Goldmann & Salatsch w Wiedniu, zwany domem bez brwi, 1909–1911
- dom Steinera w Wiedniu, 1910
- dom Rufera w Wiedniu, 1922
- projekt biurowca Chicago Herald Tribune, 1922
- dom i pracownia Tristana Tzary na Montmartre w Paryżu, 1926
- projekt domu dla Josephine Baker, 1928
- dom Mollerów w Wiedniu, 1928
- dom Khunera w Kreuzbergu, 1930
- willa Müllerów w Pradze, 1930

## Wybrane publikacje przetłumaczone na język polski
- Ornament i zbrodnia. Eseje wybrane, przeł. Agnieszka Stępnikowska-Berns, BWA w Tarnowie i Centrum Architektury, Warszawa-Tarnów 2013, ISBN 978-83-935538-9-1, ISBN 978-83-934574-7-2.